# Запоседнутост Хане Грејс
Запоседнутост Хане Грејс (енгл. The Possession of Hannah Grace) амерички је натприродни хорор филм из 2018. Режију потписује Дидерик ван Ројен, по сценарију Брајана Сивеа, док главну улогу тумачи Шеј Мичел. Радња филма прати бившу полицајку која се сусреће са натприродним појавама током новог посла у мртвачници.

## Радња
Када бивша полицајка добије посао у мртвачници, њена ноћна смена добије застршујући обрт након што довезу запоседнуто тело младе девојке.

## Улоге
| Глумац            | Улога         |
| ----------------- | ------------- |
| Шеј Мичел         | Меган Рид     |
| Кирби Џонсон      | Хана Грејс    |
| Греј Дејмон       | Ендру Керц    |
| Стана Катић       | Лиса Робертс  |
| Луј Хертам        | Грејнџер Греј |
| Ник Тјун          | Ренди         |
| Џејкоб Минг Трент | Енди Гејнор   |
| Макс Макнамара    | Дејв          |